# EA Sports UFC
EA Sports UFC est un jeu vidéo de combat (Ultimate Fighting Championship) développé par EA Canada et SkyBox Labs, édité par Electronic Arts, sorti en 2014 sur PlayStation 4, Xbox One, iOS et Android.

## Accueil
- Canard PC : 5/10[1]
- IGN : 6,8/10[2]